# Nicolás Forttes
Nicolás Forttes Rojas (Vitacura, Chile, 11 de abril de 1997) es un futbolista profesional chileno que se desempeña como mediocampista o extremo en Santiago Morning de la Primera B de Chile.

## Trayectoria
Oriundo de Vitacura, se formó en las divisiones inferiores de Universidad de Chile.además de ser sparring de la Selección chilena. En 2017, fue cedido al A.C. Alcanenense portugués.
De regreso en Chile, fichó por Deportes Copiapó de la Primera B.Luego, pasó 2 temporadas cedido, primero en Fernández Vialy luego en Colchagua, en 2019 y 2020-21 respectivamente.
En 2021, tuvo un paso por el fútbol belga defendiendo los colores del Eendracht Aalter.Luego, firmó por Lautaro de Buin, para ser cedido a Deportes Melipilla de la Primera División.
En 2022, firmó por Trasandino, para la temporada siguiente ser anunciado como nuevo jugador de San Antonio Unido, ambos de la Segunda División. En julio de 2024, ficha por Deportes Linares de la misma división.

### Controversia
Como jugador de Deportes Melipilla, cedido por Lautaro de Buin, se vio envuelto en problemas reglamentarios sobre contratos dobles, luego de que recibió dineros en negro de un empleado externo a Deportes Melipilla.Además, estuvo sólo semanas en el equipo melipillano, pero recibiendo el sueldo íntegro hasta fin de año.
También se vieron envueltos otros jugadores, como José Barrera y Hans Martínez, además del entrenador Carlos Encinas.

## Clubes
| Club                          | País     | Año       |
| ----------------------------- | -------- | --------- |
| Universidad de Chile          | Chile    | 2016-2017 |
| → A.C. Alcanenense (cedido)   | Portugal | 2016-2017 |
| Deportes Copiapó              | Chile    | 2017-2021 |
| → Fernández Vial (cedido)     | Chile    | 2019      |
| → Colchagua (cedido)          | Chile    | 2020-2021 |
| Eendracht Aalter              | Bélgica  | 2021      |
| Lautaro de Buin               | Chile    | 2021      |
| → Deportes Melipilla (cedido) | Chile    | 2021      |
| Trasandino                    | Chile    | 2022      |
| San Antonio Unido             | Chile    | 2023-2024 |
| Deportes Linares              | Chile    | 2024      |
| Santiago Morning              | Chile    | 2025-Act. |